# Aigua de roses
L'aigua de roses o aigua-ros és un subproducte de la destil·lació dels pètals de rosa durant la fabricació de l'essència de roses. Té un gust molt perfumat i una olor de rosa concentrada.

## Usos

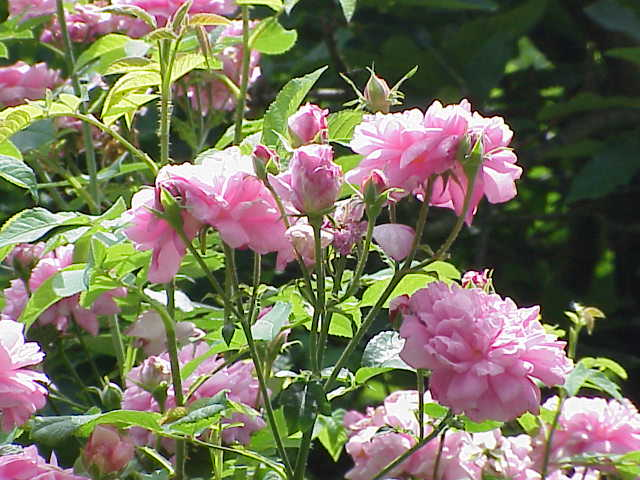
Roses de Damasc, una de les varietats preferides per l'elaboració de l'aigua de roses.

L'aigua de roses és molt apreciada al Magreb, l'Orient Mitjà, l'Iran, el Pakistan i també entre les poblacions musulmanes de l'Índia com a condiment de dolços i begudes refrescants. També es fa servir per a elaborar el xarop de roses i per condimentar pastissos i plats a base d'arròs. Qamsar, a l'Iran, és un dels llocs més importants quant a la producció d'aigua de roses.
El melrosat és mel batuda amb aigua de roses i bullida fins a adquirir consistència de xarop. Tenia aplicacions com a correctiu i astringent en preparacions medicinals casolanes.
L'aigua de roses també es fa servir en la producció de cosmètics com a fragància bàsica i per a la cura de la pell.